# Kerry-Anne Guse
Kerry-Anne Guse (Brisbane, 4 dicembre 1972) è un'ex tennista australiana.

## Carriera
In carriera ha vinto 6 titoli di doppio. Nei tornei del Grande Slam ha ottenuto il suo miglior risultato raggiungendo i quarti di finale di doppio e doppio misto agli Australian Open e all'Open di Francia nel 1998.
In Fed Cup ha disputato un totale di 5 partite, ottenendo 3 vittorie e 2 sconfitte.

## Statistiche

### Doppio

#### Vittorie (6)
| Numero | Anno              | Torneo                                             | Superficie  | Compagna        | Avversarie in finale          | Punteggio     |
| 1.     | 4 agosto 1991     | Internazionali di Tennis di San Marino, San Marino | Terra rossa | Akemi Nishiya   | Laura Garrone Mercedes Paz    | 6-0, 6-3      |
| 2.     | 17 settembre 1995 | TVA Cup, Nagoya                                    | Sintetico   | Kristine Kunce  | Rika Hiraki Park Sung-hee     | 6–4, 6–4      |
| 3.     | 13 ottobre 1996   | Commonwealth Bank Tennis Classic, Surabaya         | Cemento     | Alexandra Fusai | Tina Križan Noëlle van Lottum | 6–4, 6–4      |
| 4.     | 27 aprile 1997    | Indonesia Open, Giacarta                           | Cemento     | Kristine Kunce  | Lenka Němečková Yuka Yoshida  | 6–4, 5–7, 7–5 |
| 5.     | 18 maggio 1997    | Welsh International Open, Cardiff                  | Terra rossa | Debbie Graham   | Julie Pullin Lorna Woodroffe  | 6–3, 6–4      |
| 6.     | 28 settembre 1997 | Commonwealth Bank Tennis Classic, Surabaya         | Cemento     | Rika Hiraki     | Maureen Drake Renata Kolbovic | 6–1, 7–6      |

### Doppio

#### Finali perse (7)
| Numero | Anno             | Torneo                                        | Superficie  | Compagna            | Avversarie in finale                 | Punteggio |
| 1.     | 20 febbraio 1994 | China Open, Pechino                           | Cemento     | Valda Lake          | Li-Ling Chen Li Fang                 | 0-6, 2-6  |
| 2.     | 1º maggio 1994   | Indonesia Open, Giacarta                      | Cemento     | Andrea Strnadová    | Nicole Arendt Kristine Kunce         | 2-6, 2-6  |
| 3.     | 12 giugno 1994   | DFS Classic, Birmingham                       | Erba        | Catherine Barclay   | Zina Garrison Larisa Neiland         | 4-6, 4-6  |
| 4.     | 20 maggio 1995   | British Hard Court Championships, Bournemouth | Terra rossa | Patricia Hy-Boulais | Mariaan de Swardt Ruxandra Dragomir  | 3–6, 5–7  |
| 5.     | 14 gennaio 1996  | Tasmanian International, Hobart               | Cemento     | Park Sung-hee       | Yayuk Basuki Kyōko Nagatsuka         | 6–7, 3-6  |
| 6.     | 21 aprile 1997   | Japan Open Tennis Championships, Tokyo        | Cemento     | Corina Morariu      | Alexia Dechaume-Balleret Rika Hiraki | 4–6, 2-6  |
| 7.     | 18 aprile 1999   | Japan Open Tennis Championships, Tokyo        | Cemento     | Catherine Barclay   | Corina Morariu Kimberly Po           | 3–6, 2–6  |